# Луб'яний (Березовський міський округ)
Луб'яни́й (рос. Лубяной) — селище у складі Березовського міського округу Свердловської області.
Населення — 232 особи (2010, 226 у 2002).
Національний склад станом на 2002 рік: росіяни — 89 %.